# Ekono

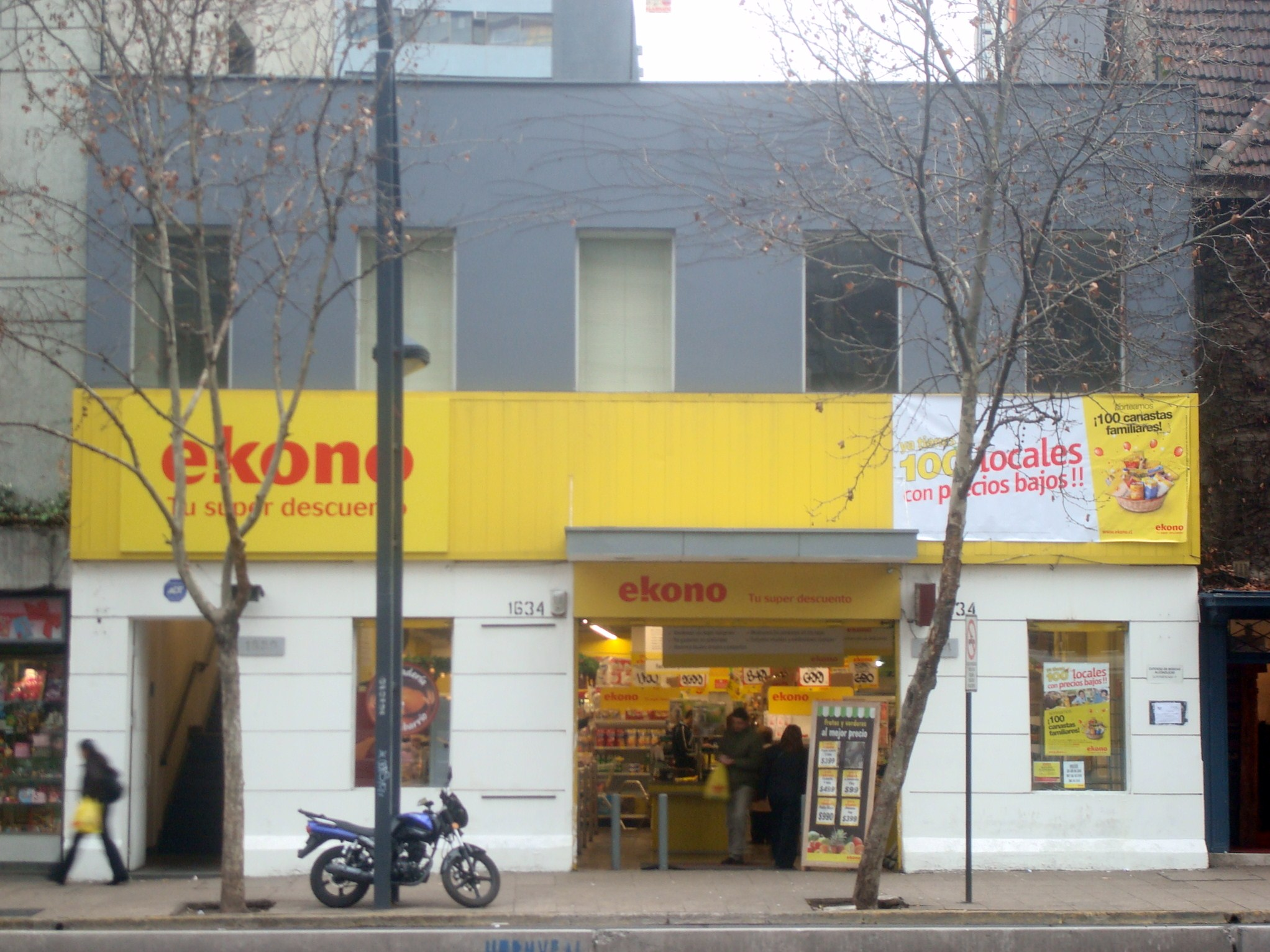
Ekono en Providencia. Actualmente convertido en Express de Líder.

Ekono fue una cadena de supermercados y tiendas de descuento perteneciente al grupo chileno-estadounidense Walmart Chile. 
Fue creada originalmente como supermercado en agosto de 1984, y en septiembre de 2003, desaparece en la unificación de los supermercados e hipermercados bajo la marca Líder, convirtiéndose en los actuales Express de Líder. El 8 de enero de 2007, D&S relanzó la marca Ekono, ahora como tienda de descuento, pero solo en las regiones Metropolitana, de Valparaíso y O'Higgins. Este formato se complementa con las bodegas de descuento SuperBodega aCuenta.
Ekono comenzó a desaparecer progresivamente en 2018, cuando gran parte de sus locales se fueron remodelados en Express de Líder. Sin embargo, algunos pocos aún operaron como Ekono hasta 2018.

## Historia

### 1984-2003
Fue creada como Ekonomic en agosto de 1984 por la empresa de supermercados de la familia Ibáñez —que al año siguiente pasaría a llamarse Distribución y Servicio (D&S)— como un formato de supermercado económico que pretendía priorizar la mantención de los bajos precios y un énfasis especial en los productos comestibles; el primer local de dicha cadena fue inaugurado en las calles Tobalaba con Las Camelias 2875, Providencia, el 30 de agosto de ese año. Posteriormente, en 1987 Ekono inaugura su primer hipermercado en La Florida, caracterizado por una mayor superficie en comparación con el formato original, y la incorporación a la venta de productos no comestibles.
En 1993 Ekono entra por primera vez al extranjero abriendo su primer local en Argentina. En septiembre de 1995 inaugura su primer hipermercado con el nombre de Ekono Líder, en Alameda con General Vélasquez, en la comuna de Estación Central. Al poco tiempo este hipermercado cambia de nombre e inicia su expansión, denominándose simplemente Líder.
A partir del año 2001, Ekono, como parte de la estrategia corporativa de la época, inicia un declive en su número de locales, al convertir sus supermercados de mayor tamaño, e hipermercados en Líder Vecino, hipermercados compactos que complementarían a los locales Líder, de mayor superficie. Líder Vecino dispondría de una línea completa de abarrotes y alimentos, sumado a una línea reducida de mercadería general.
En septiembre de 2003, y como un plan de D&S para priorizar la estrategia de "precios bajos", Ekono, junto con la marca Almac, desaparecen en la unificación de los supermercados e hipermercados bajo la marca Líder, convirtiéndose los Ekono y los Almac existentes en Líder Express, actuales Express de Líder desde 2007 (aunque algunos Ekono fueron ampliados y renombrados bajo la marca Líder).

### 2007-2018

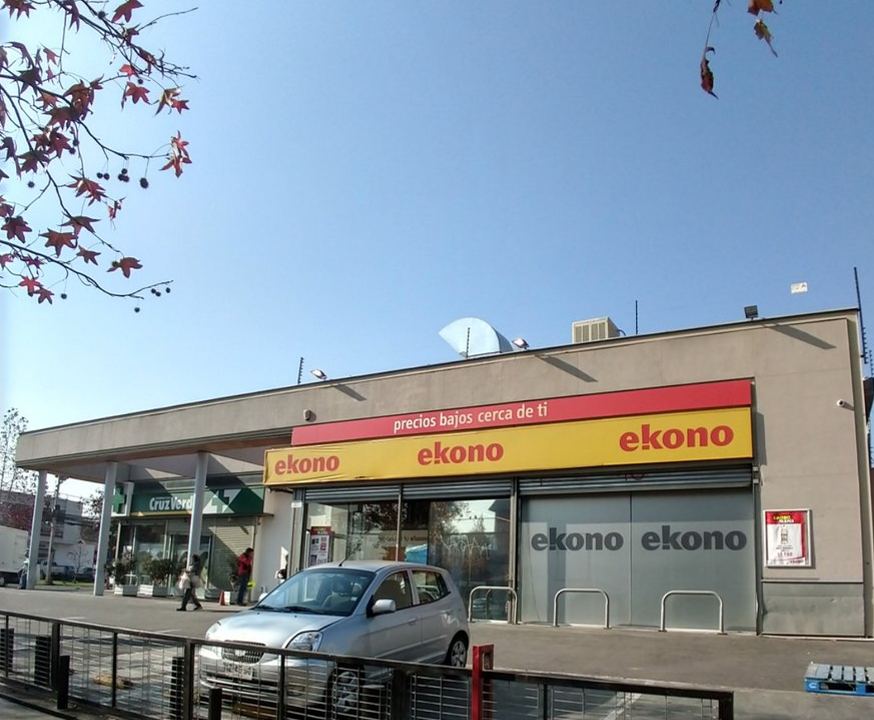
Ekono en Ñuñoa, local actualmente reconvertido en formato Express de Lider.

El 8 de enero de 2007, D&S relanzó la marca Ekono, ahora como tienda de descuento o Hard Discount, con su primer local en Providencia, llegando a tener 13 locales en febrero del mismo año.
Ekono se centraba en una política de precios bajos y surtido de productos de marca propia, y sus locales poseían como característica tener superficies reducidas, con infraestructura y decoración simple y estar ubicadas en lugares estratégicos.
En 2011 Ekono suma presencia en la región de Valparaíso ya que, además de sus dos locales en Villa Alemana y cuatro en Valparaíso; incorpora dos locales en la comuna de Quillota. Se extiende el formato también a la región de O'Higgins, inaugurando el primer Ekono en San Fernando, posteriormente en Requínoa y en Rancagua.
En octubre de 2017 Walmart Chile decide poner fin la marca Ekono, siendo este reemplazado, ya sea por Express de Líder, o por SuperBodega aCuenta. Estos cambios empezaron a verse durante finales de 2018.

## Locales
Ekono llegó a tener en total 120 locales en tres regiones del país; sin embargo, con el paso del tiempo cerca de un quinto de los locales cerraron, pasando a tener 95, cerrando sucursales en sectores como La Pintana, Pudahuel, San Bernardo y Quilicura en 2016, debido principalmente a motivos de seguridad. En octubre de 2017 esta cifra se redujo a 88.
- Región de Valparaíso
  - Valparaíso
  - Quilpué
  - Quillota
  - Los Andes
  - Villa Alemana
- Región Metropolitana
  - Gran Santiago
    - Santiago Centro
    - Providencia
    - Las Condes
    - Lo Barnechea
    - Vitacura
    - La Florida
    - Puente Alto
    - Ñuñoa
    - La Reina
    - Recoleta
    - Conchalí
    - Maipú
    - La Cisterna
    - El Bosque
    - Independencia
    - Quilicura
    - Pudahuel

  - Melipilla
  - San Bernardo
  - Colina
  - Puente Alto
  - Padre Hurtado
  - Peñaflor
  - Talagante
- Región de O'Higgins
  - Rancagua
  - San Fernando
  - Requínoa